# Lieux de Harry Potter
Pour un article plus général, voir Univers de Harry Potter.
Cet article présente, par ordre d'apparition, les principaux lieux introduits dans la série de romans Harry Potter, publiée entre 1997 et 2007, ainsi qu'un court résumé des événements marquants qui s'y déroulent. Le paragraphe consacré à un lieu spécifique présentera également, le cas échéant, les inspirations de sa créatrice J. K. Rowling, l'éventuel contexte de création et/ou la manière dont ce lieu a été adapté pour le cinéma dans les films Harry Potter (à partir de 2001).
La série de J. K. Rowling se déroule principalement dans un univers magique qui coexiste avec le monde « moldu » contemporain des années 1990. L'intrigue principale se déroule dans le château de Poudlard, en Écosse, mais d'autres lieux, y compris non magiques, sont également décrits.
Les nouveaux lieux mis en scène par le biais de la pièce de théâtre Harry Potter et l'Enfant maudit (depuis 2016) sont présentés en fin d'article.

## Maison des Dursley
| |  |  |
| À gauche, le numéro 4 de Privet Drive, matérialisé aux studios Harry Potter. À droite, la localisation de la région de la ville fictive de Little Whinging (comté du Surrey). |  |  |

C'est au numéro 4 de la rue Privet Drive, à Little Whinging (comté du Surrey), que réside la famille Dursley, composée de Vernon et Pétunia Dursley, et de leur fils Dudley. Il s'agit du premier lieu décrit dans l'histoire, situé dans le monde moldu (non magique). Pétunia Dursley, sœur de Lily Evans Potter, est le seul membre de la famille de Harry Potter encore vivant en 1981, et se trouve contrainte de recueillir son neveu à Privet Drive après la mort de ses parents.
La maison du numéro 4 est large et carrée, identique à toutes les autres maisons de la rue. Parmi les rues voisines de Privet Drive se trouvent Magnolia Road, Magnolia Crescent et Wisteria Walk.
Le jardin de devant est délimité par un petit muret, et dans celui à l'arrière, on trouve des massifs de fleurs et une serre. Au rez-de-chaussée se trouvent notamment le hall d'entrée, la cuisine (meublée d'une table carrée, d'une cheminée et donnant sur le jardin arrière) et le salon (comportant une télévision et une cheminée condamnée remplacée par un feu électrique au-dessus duquel sont exposées de nombreuses photos à l'effigie de Dudley). Sous l'escalier, un placard fait office de chambre pour Harry jusqu'à ses onze ans. À l'étage se trouvent quatre chambres : celle de Vernon et Pétunia ; la chambre d'amis (réservée à la Tante Marge) ; la chambre principale de Dudley et la deuxième chambre « débarras » de Dudley, qui devient celle de Harry à partir de Harry Potter et la Chambre des secrets.
Dans cette maison, Harry est sujet à la malnutrition, à l'indifférence, voire à la maltraitance jusqu'à ce que la famille découvre, aux onze ans de Harry, qu'il est inscrit à l'école de sorcellerie de Poudlard. Harry est cependant contraint de retourner à Privet Drive chaque année pendant les vacances d'été.
J. K. Rowling souhaitait représenter les Dursley comme étant fermement ancrés dans la bourgeoisie et très distinctement séparés du monde « sorcier » qu'elle imaginait. Le nom de la ville, « Little Whinging », sonne lui-même de manière appropriée, « whinging » signifiant familièrement « se plaindre » ou « pleurnicher » en anglais britannique. L'auteure pense par ailleurs s'être inspirée de son ancienne maison pour se représenter le no 4 Privet Drive : « Chaque fois que j'écrivais quelque chose au sujet de la maison des Dursley, je visualisais inconsciemment la deuxième maison où j'étais enfant, dans la banlieue de Winterbourne, près de Bristol. Je me suis rendu compte de cela quand je suis entrée dans le no 4 Privet Drive qui avait été construit aux studios de Leavesden : je me retrouvais dans une réplique exacte de ma vieille maison, de la position du placard sous les escaliers à l'emplacement précis de chacune des chambres. Je n'avais jamais décrit ma vieille maison à l'équipe. Une autre expérience troublante que l'adaptation des livres Harry Potter m'a apportée. »
Chris Columbus, réalisateur des deux premiers films Harry Potter, a souhaité que Privet Drive évoque la sensation « d'étouffer la créativité ou l'originalité de ses habitants ». Il a souhaité aussi montrer à travers les films « combien la situation de Harry est triste ». Le tournage du premier volet de l'adaptation se déroule en décor réel, dans la ville de Bracknell,, à l'ouest de Londres. Le décor de quelques maisons (agrandi à l'infini par un matte painting) est ensuite reproduit en studio dès le second film, afin d'éviter de déranger les habitants de Bracknell avec les puissants éclairages nocturnes nécessaires et les vols d'oiseaux répétés. Pour l'intérieur de la maison, l'ensemblière Stephenie McMillan s'est amusée à rechercher dans les magasins de Watford des éléments de décors (cheminée, canapés, carreaux de cuisine…) et coloris « les plus affreux qui soient ».

## Chemin de Traverse
Le chemin de Traverse (Diagon Alley en version originale) est une artère de Londres donnant accès au monde magique, et l'une des principales rues commerçantes du pays pour tous les sorciers. C'est dans cette rue que Harry Potter fait ses achats de fournitures scolaires pour Poudlard. Il s'y rend pour la première fois avec Hagrid en passant par la cour intérieure du pub Le Chaudron Baveur.
Dans cette rue se trouvent notamment la banque Gringotts (gérée par des gobelins), un glacier, des animaleries, la librairie Fleury et Bott, la boutique de baguettes magiques Ollivander, des boutiques de vêtements pour sorciers, un magasin d'accessoires de quidditch et des apothicaires.
Pour matérialiser le chemin de Traverse dans les films Harry Potter, le chef décorateur Stuart Craig s'est notamment inspiré de l'univers de Dickens et des prémices de  l'architecture victorienne, en dessinant des bâtiments inclinés aux formes irrégulières, qui défient la gravité. La rue et ses bâtiments ont été construits en studio.

## Gare de King's Cross

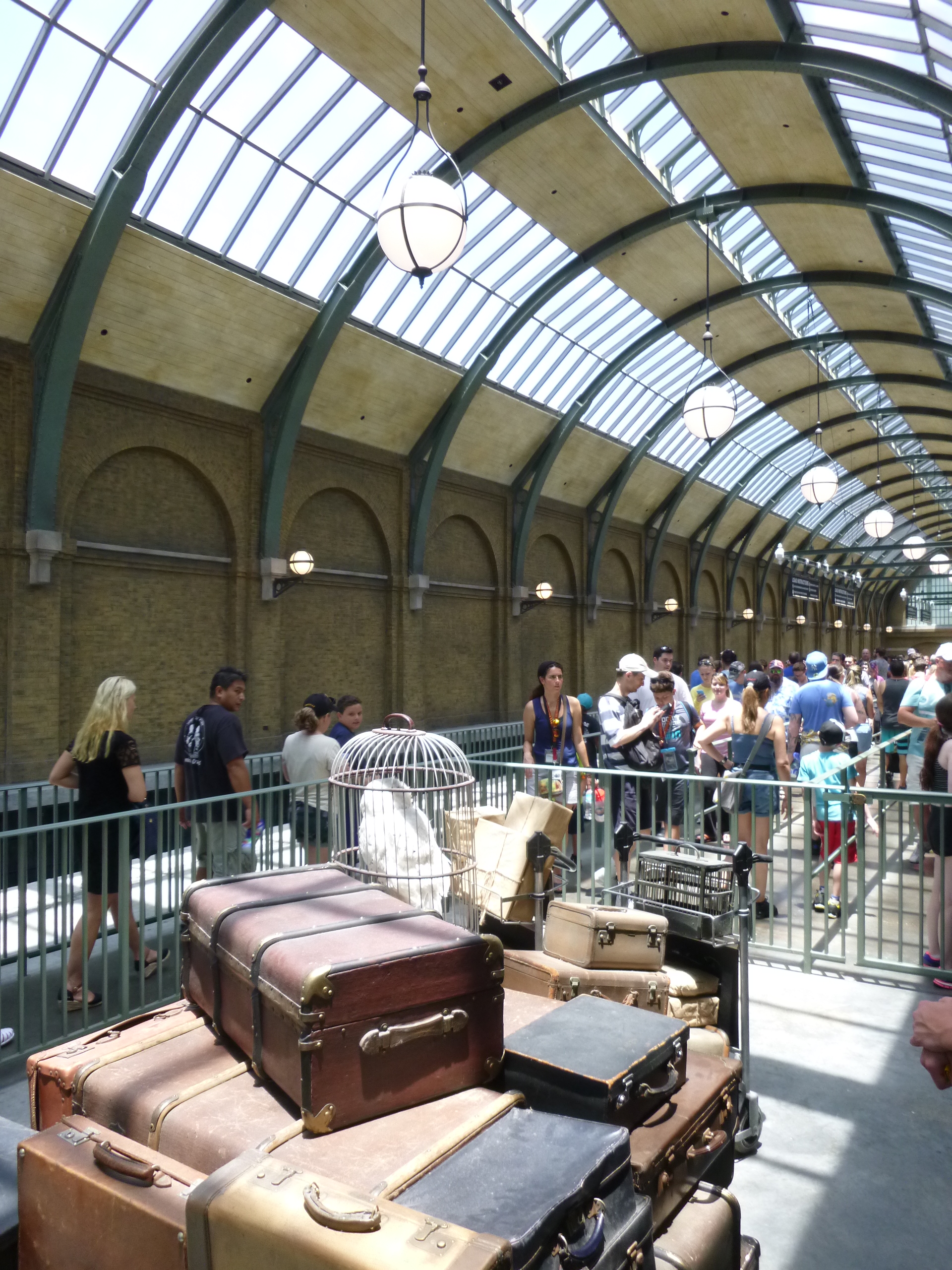
Voie 9 ¾ matérialisée au Universal Studios Florida.

Le Poudlard Express, qui assure la liaison entre la capitale britannique et la gare de Pré-au-Lard, voisine de l'école de Poudlard, part chaque année le 1er septembre à 11h d'une voie secrète située dans la gare de King's Cross à Londres. Dans l'histoire, la « Voie 9 ¾ » (Platform Nine and Three-Quarters) n'est en effet accessible qu'en marchant droit vers une barrière entre deux tourniquets se trouvant entre les voies 9 et 10.
C'est à King's Cross que Harry rencontre pour la première fois la famille Weasley, et qu'il parvient grâce à elle à trouver la voie 9 ¾.

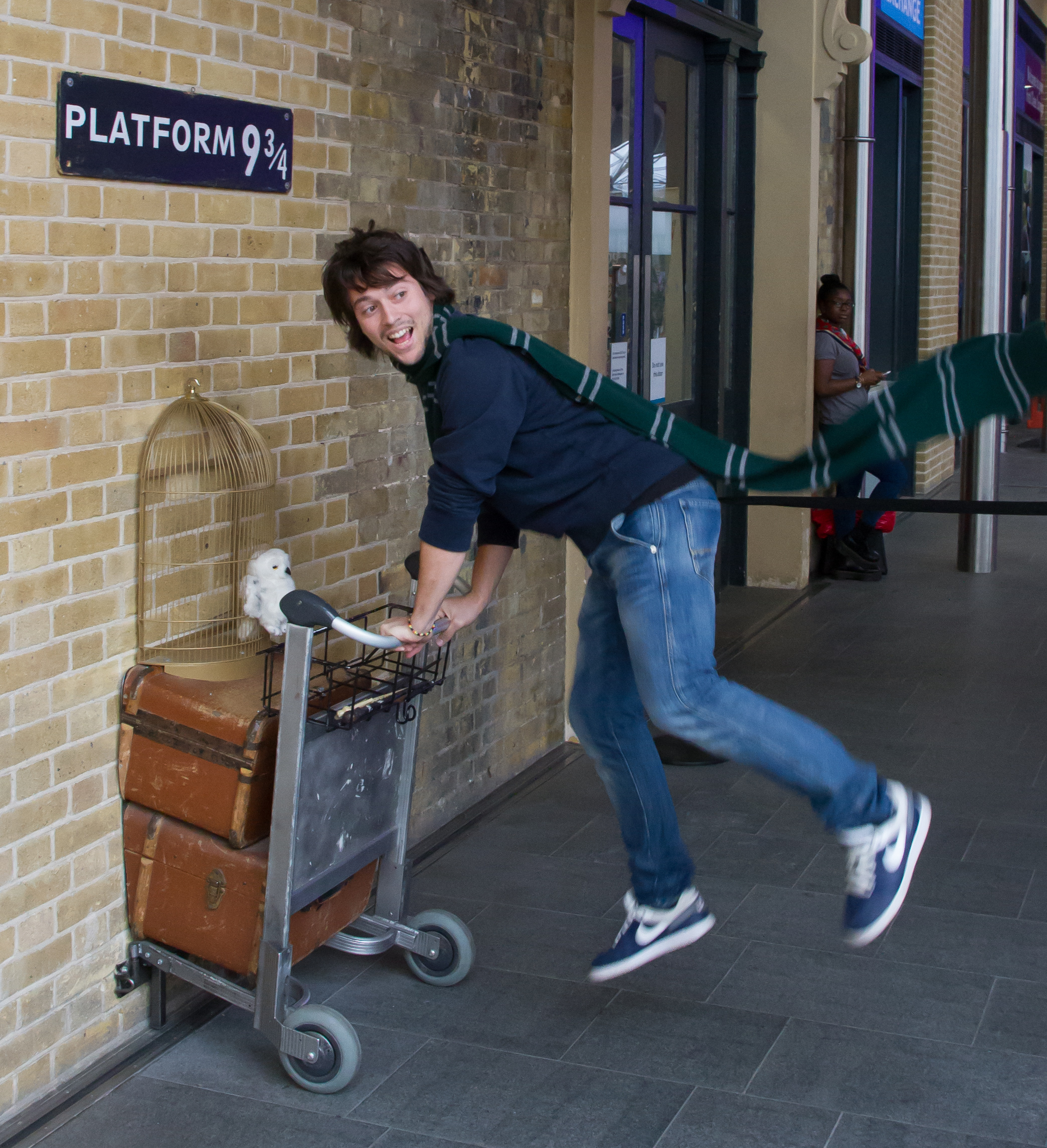
Un clin d'œil à Harry Potter à l'intérieur de la gare, où un chariot a été encastré dans un mur.

La gare de King's Cross a une « valeur évocatrice et symbolique » très forte pour J. K. Rowling, qui a commencé à imaginer Harry Potter en 1990 alors qu'elle voyageait en train entre la gare de Manchester et celle de Londres. Ses parents se sont également rencontrés dans un train qui partait de King's Cross.
Dans les films, l'accès à la voie 9 ¾ se fait en passant à travers un mur de briques. Les voies 9 et 10 n'étant pas en réalité adjacentes, il a fallu les renuméroter. Le chef décorateur Stuart Craig et son équipe choisissent une voie avec de grands piliers et de grandes arches en pierre qui la relient à un autre quai afin que le mur entre les deux voies soit assez épais. Ainsi, la voie 9 ¾ se retrouve en réalité, non pas entre les voies 9 et 10, mais entre les voies 4 et 5, situées dans une annexe de la gare, dont l'architecture victorienne correspond davantage à l'univers. Quant aux vues d'extérieur, ce sont celles des façades néo-gothiques de l'hôtel St. Pancras Renaissance, adjacent à la gare de Saint-Pancras voisine.
Dans la véritable gare de King's Cross, un chariot à bagages a été encastré dans un mur en guise de clin d'œil à Harry Potter, sous une pancarte « Quai 9 ¾ », dans la façade occidentale, puis déplacé pour cause de travaux. En 2019, on le trouve dans la galerie commerciale de la gare, à côté d'un magasin de souvenirs dédié intégralement à l'œuvre. La gare de King's Cross fait également d'autres clins d'œil, notamment en annonçant le départ du Poudlard Express le 1er septembre à 11h30, soit une demi-heure plus tard que dans les livres.

## Poudlard

Armoiries de Poudlard

Le château de Poudlard, abritant l'école de sorcellerie du même nom, apparaît dès le premier roman et devient le théâtre de la plupart des événements de l'intrigue. Dans l'histoire, le château est situé en Écosse et sa fondation remonte à plus de mille ans.
Invisible des Moldus, l'école est principalement dirigée par Albus Dumbledore, considéré comme l'un des sorciers les plus puissants. Les élèves sont répartis dès leur arrivée dans différentes maisons portant respectivement le nom des quatre fondateurs de l'école : Gryffondor, Poufsouffle, Serdaigle et Serpentard, et qui requièrent pour chacune d'entre elles des qualités d'esprit spécifiques. Les élèves y étudient notamment l'astronomie, la botanique, l'histoire de la Magie, la Métamorphose, la préparation des potions, les sortilèges ou encore la défense contre les forces du mal.
Lors de la deuxième guerre contre Voldemort, l'école de Poudlard, qui abrite Harry Potter, se retrouve assaillie par les mangemorts et en grande partie détruite. Elle sera reconstruite par la suite pour accueillir une nouvelle génération d'élèves.
Pour les besoins des deux premiers films, réalisés par Chris Columbus, le château d'Alnwick (pour les premiers plans extérieurs), l'Université d'Oxford et la cathédrale de Gloucester ont été principalement choisis pour matérialiser Poudlard. Certaines scènes de l'école ont également été filmées à l'Harrow School de Londres. D'autres scènes, comme les déambulations dans les couloirs, la cour de métamorphose et certaines salles de classe, ont été filmées dans la cathédrale de Durham,. L'Oxford Divinity School a été l'infirmerie de Poudlard et les premières scènes de la bibliothèque (notamment les scènes de recherches sur l'identité de Nicolas Flamel ou sur la préparation du Polynectar) ont été filmées à la Duke Humfrey's Library.

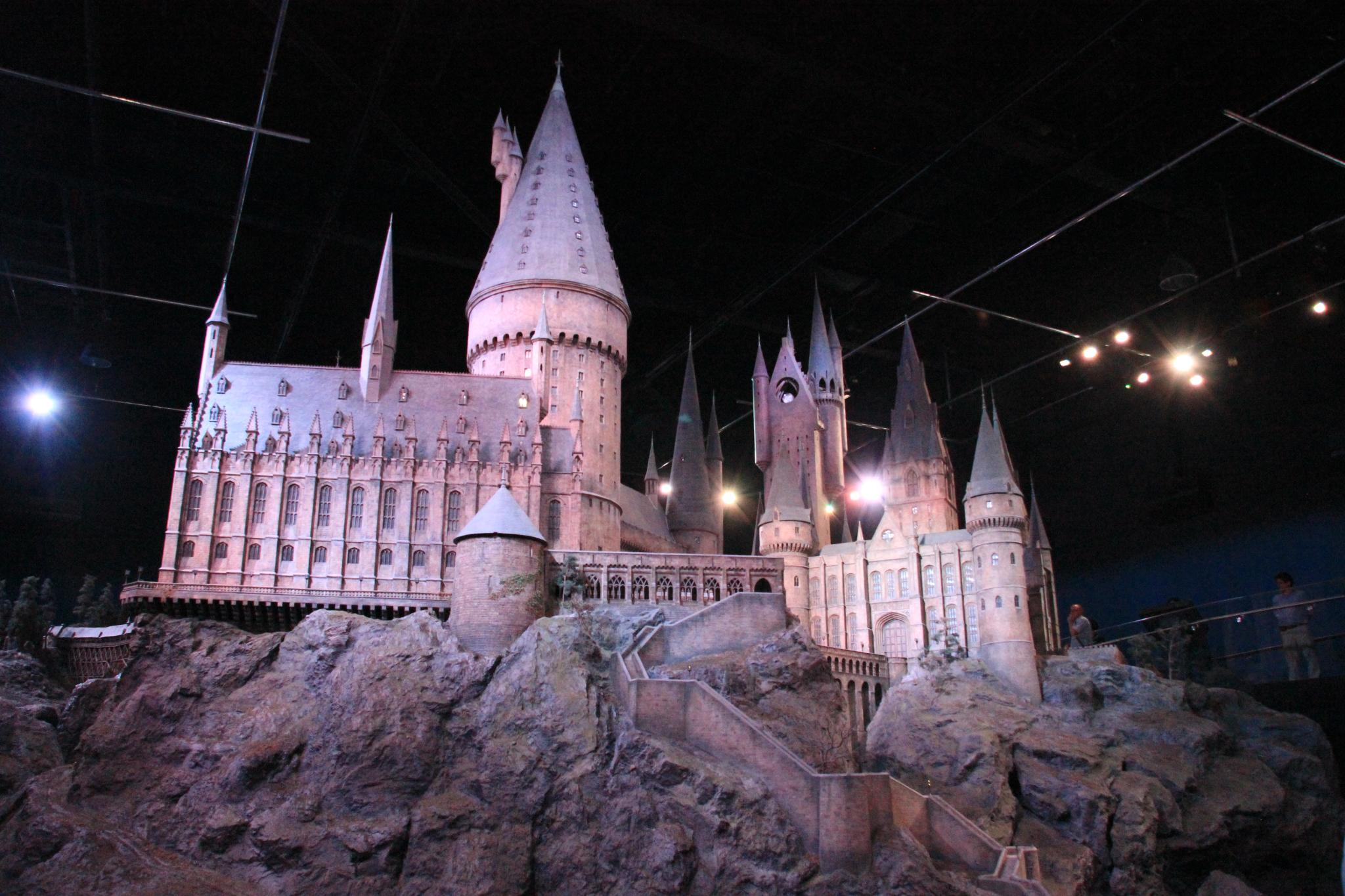
Maquette de Poudlard à l'échelle 1:24, présentée au public aux studios Harry Potter.

Pour les films suivants, beaucoup de décors de Poudlard (notamment la Grande salle, le bureau de Dumbledore, la salle commune de Gryffondor, le dortoir des garçons et la cabane de Hagrid), ont été créés aux studios de Leavesden.
À partir du troisième film, Harry Potter et le Prisonnier d'Azkaban, les plans extérieurs sont tournés dans les montagnes écossaises et une maquette à l'échelle 1:24 du château de Poudlard est réalisée en studio pour les plans plus larges.

## Hôpital Sainte-Mangouste
L'hôpital Sainte-Mangouste pour les maladies et blessures magiques (St Mungo's Hospital for Magical Maladies and Injuries) est un hôpital situé à Londres et décrit uniquement dans le cinquième roman, Harry Potter et l'Ordre du Phénix (mentionné pour la première fois dans le chapitre 4 de Harry Potter et la Coupe de feu).
Les sorciers guérisseurs y sont formés et équipés pour traiter toutes sortes d'affections ou problèmes divers provoqués par la magie. On y accède par la vitrine de Purge & Pionce Ltd., un vieux bâtiment en briques rouges avec des écriteaux sur les portes signalant : « Fermé pour rénovation ».
Organisation des locaux :
- Rez-de-chaussée : Accidents matériels (explosions de chaudrons, courts-circuits de baguettes, chutes de balais, etc.).
- 1er étage : Blessures par créatures vivantes (morsures, piqûres, brûlures, enfoncements d'épines, etc.).
- 2e étage : Virus et microbes magiques (maladies contagieuses : variole du dragon, disparition pathologique, scrofulites, etc.).
- 3e étage : Empoisonnements par potions et plantes (urticaires, régurgitations, fous rires incontrôlables, etc.).
- 4e étage : Pathologies des sortilèges (maléfices chroniques, ensorcellements, détournements de charmes, etc.).
- 5e étage : Salon de thé / Boutique de l’hôpital.

Mordu par le serpent Nagini dans le cinquième roman, Arthur Weasley est hospitalisé dans la salle « Dai Llewellyn » réservée aux morsures graves située au premier étage de l'hôpital. Augustus Pye, guérisseur stagiaire qui s'intéresse de près à la médecine d'appoint moldue, tente d'aider Arthur à guérir en lui faisant des points de suture.
Le jour de Noël, Harry, Ron, Hermione et Ginny rencontrent Gilderoy Lockhart, leur ancien professeur de défense contre les Forces du Mal devenu amnésique, sur le palier du quatrième étage, et le raccompagnent jusqu'à la salle « Janus Thickey » réservée aux résidents de longue durée, où il séjourne. Les autres personnes présentes dans la chambre sont Frank et Alice Londubat, Broderick Moroz, et une sorcière nommée Agnès. Durant cette visite, le quatuor croise également Neville et sa grand-mère, apprenant de cette manière la vérité sur les parents de Neville (bien qu'Harry l'apprît l'année précédente).
L'hôpital Sainte-Mangouste n'apparaît pas dans les films.
« L'Hôpital St Pancras pour les maladies tropicales » (St Pancras Hospital for Tropical Diseases), dont le nom est proche de St Mungo’s Hospital for Magical Maladies and Injuries, se situe dans le quartier de King’s Cross, que fréquentait régulièrement J. K. Rowling. Il est possible que ce nom ait inspiré l'auteure pour l'hôpital des sorciers.

## Ministère de la Magie
Situé dans le centre de Londres, le ministère de la Magie (Ministry of Magic) est l'autorité gouvernementale du monde magique britannique. Son rôle principal est d'empêcher les Moldus (personnes sans pouvoirs magiques) de se rendre compte de l'existence d'un monde magique, mais il est aussi chargé des relations internationales et du commerce.
À la tête du ministère, le ministre de la Magie a sous ses ordres différents fonctionnaires tels que les directeurs de département, les Aurors, les secrétaires d'État, les membres du Magenmagot ainsi que d'autres fonctionnaires aux responsabilités variables.

## Orphelinat de Tom Jedusor
« Harry remarqua que les orphelins portaient tous la même tunique grisâtre. Ils paraissaient raisonnablement bien traités mais ce n’était certainement pas l’endroit le plus joyeux pour passer sa jeunesse. »

— Harry Potter et le Prince de sang-mêlé
L'orphelinat de Tom Jedusor (Tom Riddle’s Orphanage en anglais) est un orphelinat moldu situé à Londres et dirigé par une femme du nom de Mrs Cole. Merope Gaunt, la mère de Voldemort, y met au monde celui-ci et leur en confie la garde en 1926, avant de mourir une heure plus tard. Tom Elvis Jedusor y vit au quotidien jusqu’à ses onze ans, puis y retourne durant les vacances scolaires jusqu'à ses dix-sept ans.
Tom Jedusor déteste cet endroit et s'amuse à tourmenter les autres enfants dépourvus de pouvoirs magiques, jusqu'au jour où Albus Dumbledore vient le rencontrer en 1938 pour lui annoncer son inscription à Poudlard.
L'orphelinat, dont l'entrée est protégée par un portail en fer forgé, comporte une cour sans végétation. Le bâtiment est carré et entouré de grilles. L'endroit est sinistre, mais d’une grande propreté. Le sol du hall est recouvert de dalles noires et blanches. La chambre de Tom Jedusor ne contient qu'un lit en fer, une vieille armoire et une chaise.
Dumbledore conserve le souvenir de sa visite à l'orphelinat dans sa Pensine et le revit avec Harry dans Harry Potter et le Prince de sang-mêlé. Harry, Ron et Hermione se rendent sur les lieux dans Harry Potter et les Reliques de la Mort, mais découvrent que l'orphelinat a été démoli de nombreuses années auparavant, et remplacé par une tour de bureaux moldus.
Il est possible que J. K. Rowling se soit inspirée de l’orphelinat Stockwell pour imaginer cet endroit. Ce bâtiment, fondé au milieu du XIXe siècle par le pasteur Charles Spurgeon, était le plus proche orphelinat de la rue Vauxhall Road à Londres dans les années 1920, la rue même où Tom Jedusor acheta son journal intime / horcruxe durant sa jeunesse.
L'orphelinat de Jedusor est appelé Orphelinat Wool dans le 6e film. En recherchant un lieu de tournage pour la maison de Severus Rogue, le chef décorateur Stuart Craig découvre par hasard près d'un quai de Liverpool un très haut bâtiment victorien en briques rouges dont il décide de s'inspirer pour matérialiser l'orphelinat de Tom Jedusor. L'équipe a ensuite réutilisé les précédentes façades georgiennes du square Grimmaurd pour créer le nouveau décor. À l'intérieur du bâtiment, les murs sont recouverts de tuiles vernies de style victorien, réputées en Angleterre pour leur facilité d'entretien.

## Forêt de Dean
Dans Harry Potter et les Reliques de la Mort, Harry et Hermione se réfugient dans la forêt de Dean alors qu'ils sont traqués par Voldemort. C'est notamment dans cette forêt que Severus Rogue guide Harry à l'aide de son Patronus jusqu'à l'épée de Gryffondor, leur permettant de détruire les horcruxes. Après les avoir quittés, Ron retrouve Harry et Hermione dans la forêt et y détruit le médaillon de Serpentard avec l'épée.
La forêt de Dean est une forêt existante, située dans l'ouest du comté de Gloucestershire, en Angleterre. J. K. Rowling a vécu sur la bordure sud de cette forêt lorsqu'elle habitait dans le village de Tutshill de 1974 à 1983, ce qui a pu l'inciter à en faire mention dans l'intrigue du dernier roman de la série.

## Maisons de sorciers

### Cabane de Hagrid
C'est une petite maison en bois, entourée d'un potager et située un peu à l'écart du château de Poudlard, au bord de la Forêt interdite. Tout y est démesurément grand. Hagrid, le garde-chasse, y vit avec son chien Crockdur.

### Le Terrier

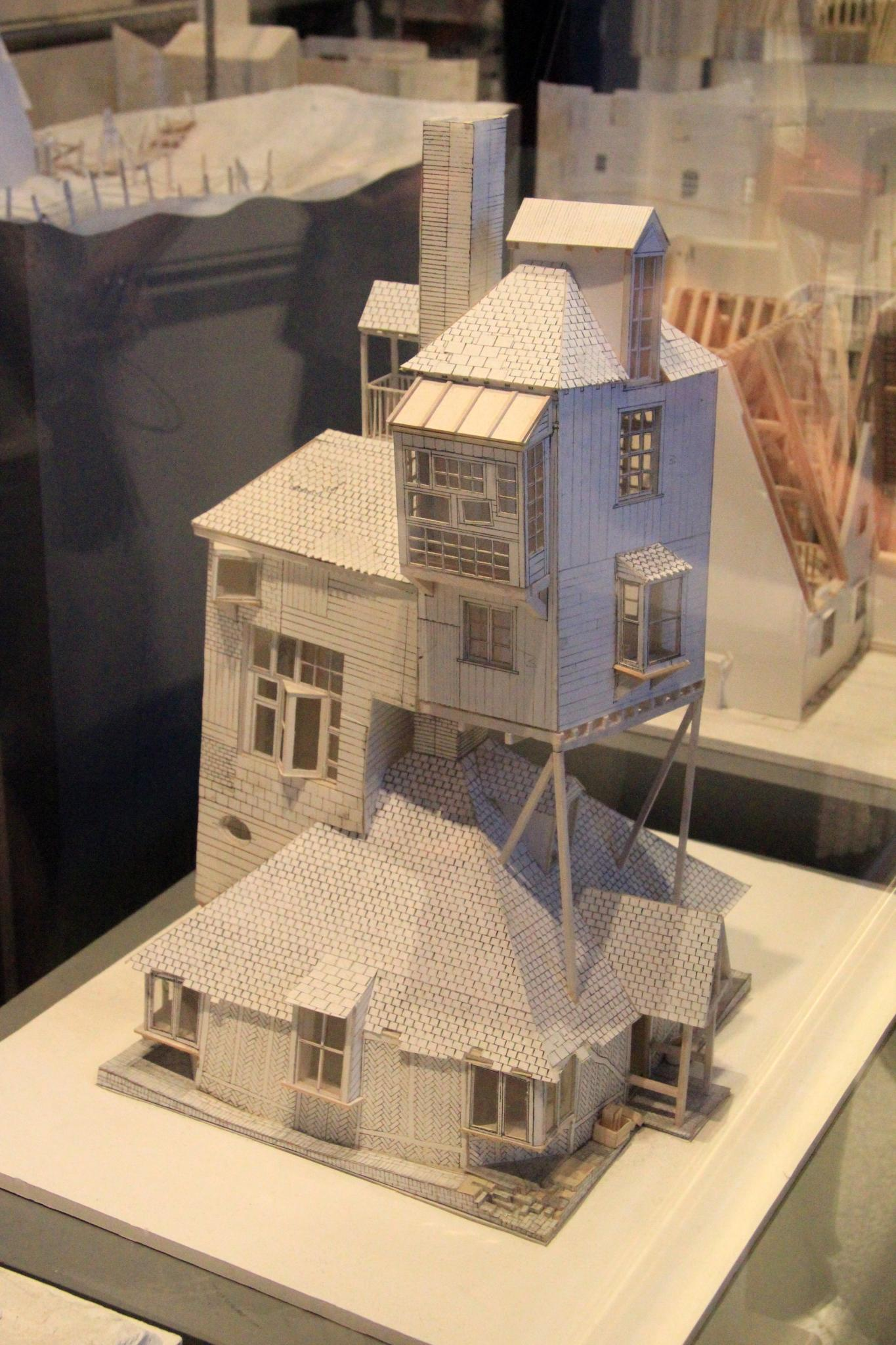
Maquette du Terrier présentée au public au département des arts des studios Harry Potter.

Le Terrier (The Burrow en anglais) est le nom de la maison familiale des Weasley. La maison est située près du village fictif de Loutry Ste Chaspoule, localisé par l'auteur quelque part dans le comté du Devon, dans le Sud-Ouest de l'Angleterre. La maison est proche du domicile des Lovegood, des Diggory et des Faucett, perdue dans un vaste paysage de champs et de bosquets.
L'endroit ressemble de l'extérieur à une grande porcherie, probablement agrandie sur plusieurs étages au fur et à mesure, lui donnant une allure bancale. Le toit, de couleur rouge, comporte entre quatre et cinq cheminées. Le bâtiment ne tient debout que par magie. Malgré l'apparence délabrée de la maison, Harry, qui ne peut s'empêcher de faire la comparaison avec Privet Drive où il a toujours résidé, juge à sa première visite que c'est la plus belle qu'il ait jamais vue. Le Terrier devient le second lieu où il se sent le plus à l'aise, après Poudlard. La maison familiale est très accueillante et douillette et l'ambiance y est souvent très animée :

« La maison des Weasley baignait dans l'étrange et l'imprévisible. […] La goule qui habitait le grenier se mettait à hurler et à jouer avec les tuyaux de plomb chaque fois que la maison lui paraissait trop calme et les petites explosions qu'on entendait retentir de temps à autre dans la chambre de Fred et George étaient considérées comme parfaitement normales. »

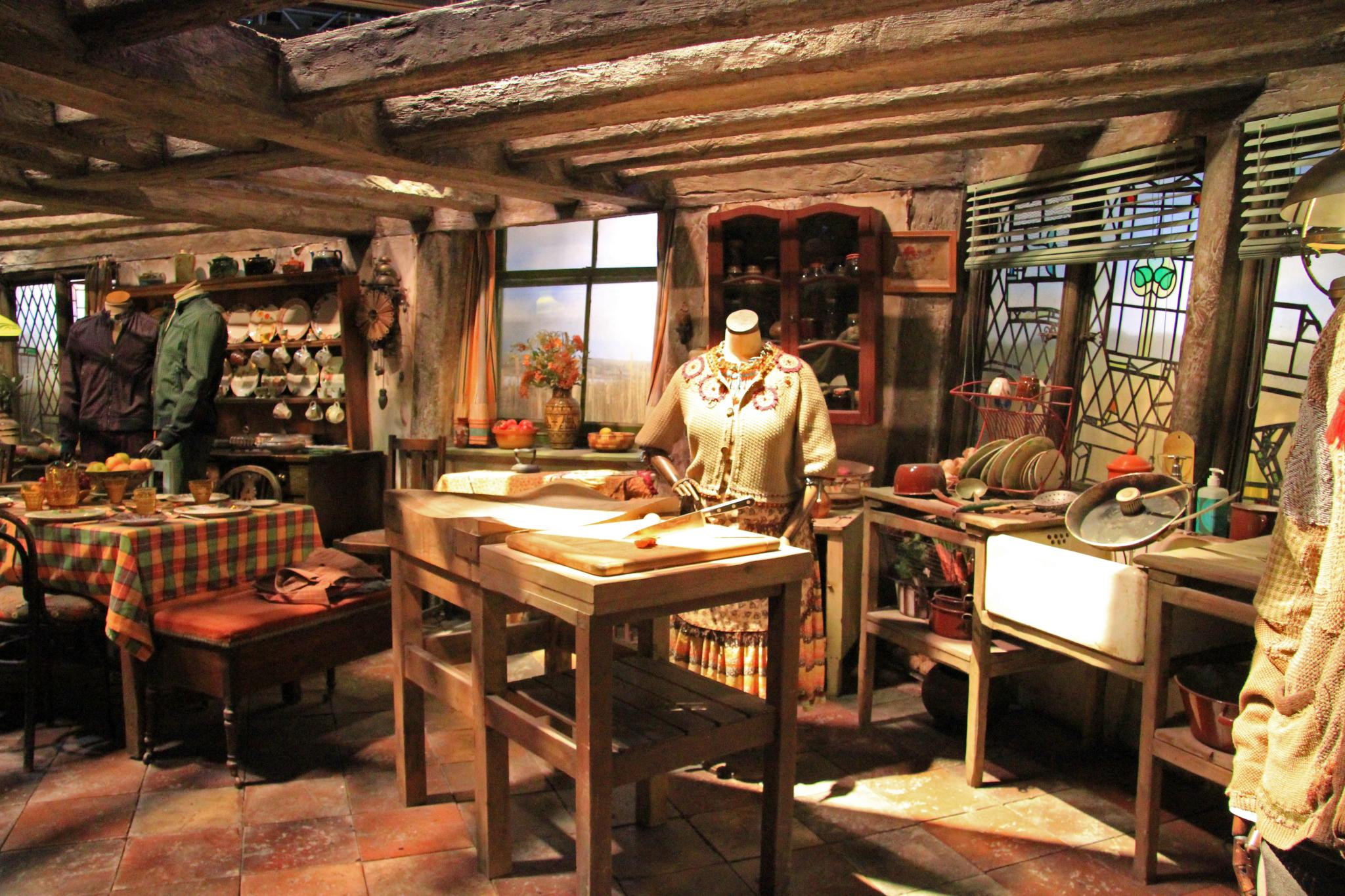
Représentation de la cuisine du Terrier aux studios Harry Potter.

La cuisine est petite et encombrée. Au centre de la pièce, se trouvent une table et des chaises de bois brut. Elle contient une horloge étrange, sans aucun chiffre, qui indique par magie les corvées qu'il faut accomplir (comme aller nourrir les poulets) ou l'emplacement de chacun des membres de la famille. Les Weasley possèdent un petit pré entouré d'arbres en haut d'une colline, à l'écart de la maison, servant de terrain de quidditch aux enfants durant les vacances et une colonie de gnomes infeste régulièrement le jardin. Le nom de la maison est inscrit sur un écriteau penché près de la porte d'entrée, encadrée par des bottes entassées en désordre et un chaudron rouillé.

« Le jardin était grand et correspondait exactement à l'idée que Harry se faisait d'un jardin. […] Il était envahi de mauvaises herbes et la pelouse avait grand besoin d'être tondue - mais Harry était émerveillé par les arbres noueux plantés le long des murs et les massifs débordant de plantes et de fleurs qu'il n'avait encore jamais vues, sans compter la grande mare verte remplie de grenouilles. »

La chambre de Ronald Weasley est chaleureuse et décorée dans des tons très dominants d'orange vif, qu'il s'agisse du plafond, du couvre-lit ou des murs (ces derniers étant recouverts d'affiches à l'effigie de son équipe de quidditch préférée, les « Canons de Chudley »). La chambre contient notamment des livres de magie entassés en désordre, un jeu de cartes « auto-battantes » ou encore une collection de bandes dessinées de Martin Miggs, le Moldu fou. Il y a également un aquarium rempli de têtards sur le rebord de la fenêtre.
Pour se rendre sur le chemin de Traverse en deuxième année, Harry utilise la poudre de cheminette en partant de la cheminée du Terrier. La maison est utilisée comme quartier général de l'Ordre du Phénix dans Harry Potter et les Reliques de la Mort, jusqu'au jour où sa protection est brisée.
J. K. Rowling a souhaité créer un contraste fort entre la maison familiale des Weasley, chaleureuse et atypique, et celle austère et impersonnelle des Dursley où Harry a vécu caché jusqu'à ses onze ans. Il s'agissait de créer un refuge pour le héros, où l'amusement et le dialogue sont autorisés et même encouragés. Le Terrier représente la maison de famille par excellence, particulièrement animée, où l'amour que Mrs Weasley porte à Harry (qu'elle considère ouvertement comme son propre fils) et la nourriture à la fois abondante, saine et réconfortante qu'elle lui offre sans restriction sont des détails marquants des romans. Les noms de  « Chudley » et « Loutry Ste Chaspoule » (Ottery St. Catchpole) s'inspirent de « Chudleigh » et « Ottery St Mary », deux villes proches d'Exeter où l'auteure a fait des études.
Pour les différents films Harry Potter, le chef décorateur Stuart Craig a imaginé une maison de plain-pied dans un style Tudor, agrandie avec des matériaux de récupération. L'équipe installe le Terrier sur un marais, plus précisément près de Chesil Beach, dans le Dorset. Pour l'intérieur de la maison, la décoratrice Stephenie McMillan apporte des objets dépareillés, pour renforcer l'idée de « récupération ». Les couleurs dominantes sont chaleureuses (rouge et orange). L'esprit de la chambre de Ron Weasley, décrit dans les romans, est respecté dans les détails, jusqu'au couvre-lit tricoté à la main. Pour le 6e film, lorsque le Terrier prend feu, l'équipe des effets spéciaux utilise une maquette du bâtiment. Pour le 7e film, McMillan et Craig recréent une version du Terrier, pour tourner les scènes du mariage de Bill Weasley et Fleur Delacour. Craig apporte une touche « à la française » au décor de la tente pour cette même scène : « C'est sans doute Mr Delacour qui paie en tant que père de la mariée » pense-t-il. Le décor est raffiné et inspiré du XVIIIe siècle français, avec de la soie imprimée de motifs français, des pâtisseries (artificielles) à la française et de nombreuses bougies flottantes, dans une dominance élégante de mauve et de noir.

### 12, square Grimmaurd

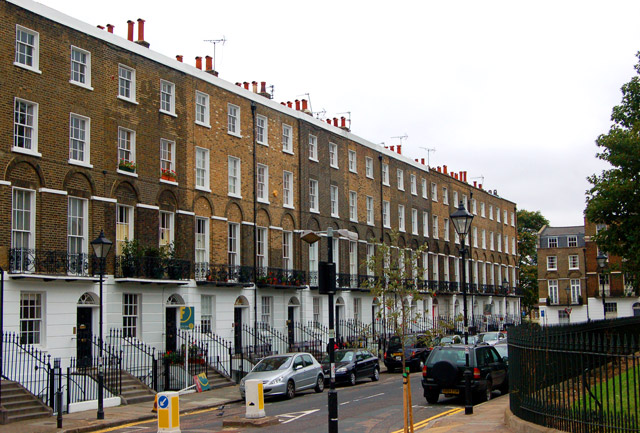
Claremont square, Islington, lieu de tournage pour la façade georgienne de la maison des Black.

Située dans un quartier triste et froid de Londres, à un ou deux kilomètres de la gare de King's Cross et de l'hôpital Sainte-Mangouste, le 12, square Grimmaurd (Number 12, Grimmauld Place en anglais) désigne la demeure ancestrale de la famille Black, une puissante et ancienne lignée de sorciers dits de « Sang-pur », dont fait partie Sirius Black.
Au fil des siècles, la demeure de la famille s'est enrichie de nombreux sorts de protection. Un des plus efficaces est la dissimulation aux yeux des Moldus. À l'image de la Salle sur demande, la demeure est incartable et n’apparaît pas entre les numéros 11 et 13. Pour la faire apparaître, il faut penser fortement au numéro 12, qui vient alors s'insérer par magie entre les deux autres numéros, sans que les habitants moldus des numéros 11 et 13 ne ressentent quoi que ce soit.
À l'intérieur, une odeur de poussière, de moisissure et d'humidité imprègne les lieux. L'ambiance est très feutrée et étouffante de par la présence de vieux tapis élimés. Les murs du long hall d'entrée sont recouverts de papier peint décollé et éclairé par la lumière fantomatique de lampes à gaz anciennes. Beaucoup d'objets (lustre, candélabre, poignées de portes…) sont en forme de serpent, évoquant l'allégeance à la maison Serpentard de la plupart des membres de la famille, et l'une des raisons pour lesquelles Sirius ne s'y est jamais vraiment senti chez lui.

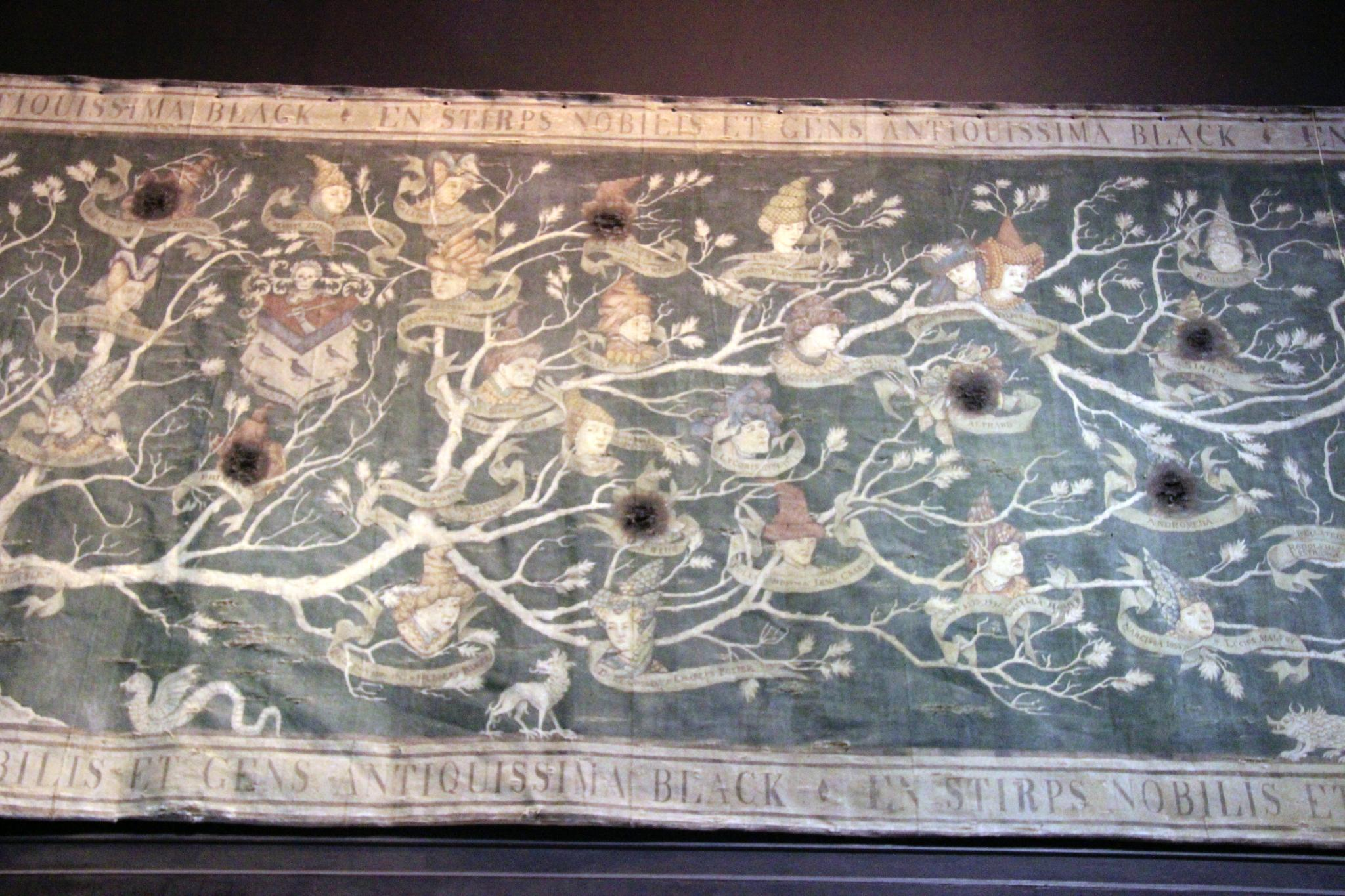
Généalogie des Black représentée sur une tapisserie de la maison (studios Harry Potter).

La cuisine a la taille d'une caverne avec des murs en pierre brute. Dans le fond de la pièce, une cheminée propage la seule réelle source de lumière lorsqu'elle est utilisée. Des casseroles et marmites sont suspendues au plafond et de nombreuses chaises entourent une longue table de bois placée au centre de la pièce. La maison comprend au moins deux étages. Le premier étage comprend un grand salon aux plafonds et aux murs de couleur vert olive, ornés d'une tapisserie au fil d'or décolorée et grignotée, accrochée sur toute la périphérie de la pièce. Celle-ci représente la généalogie de la famille Black depuis le Moyen Âge. Le salon comporte également un grand tapis, de longs rideaux de velours verts mousse, ainsi qu'une cheminée et des armoires vitrées contenant des poignards rouillés, des peaux de serpent, des boîtes en argent avec des étiquettes illisibles et une bouteille en cristal au bouchon incrusté d'une opale, contenant du sang. La maison contient également d'autres objets atypiques, comme un porte-parapluies en forme de jambe de troll ou des plaques ornées de têtes d'elfes réduites.
Après le décès de ses plus proches parents, c'est Sirius qui hérite de cette maison. À la suite de son emprisonnement à Azkaban, puis de la mort de sa mère, la maison est inhabitée pendant dix ans. Les seules personnes qui fréquentent encore la maison sont un horrible portrait vindicatif et haineux de la mère de Sirius, un portrait de Phineas Nigellus Black (un ancêtre de Sirius et ancien Directeur de Poudlard), et l'elfe de maison Kreattur. Pendant ces années, la saleté envahit la maison, les monstres en tous genres investissent la demeure et la magie noire qui fut pratiquée dans ces lieux, et qui subsiste encore, rend la maison inhospitalière.
Le no 12 est mis à la disposition de l'Ordre du Phénix dans le roman éponyme, pour devenir leur quartier général. Pour plus de sûreté, Dumbledore ajoute à ses protections le sortilège de Fidelitas, un sort qui rend la maison indétectable aux yeux des personnes qui ne sont pas jugées loyales, et le directeur en devient le Gardien du Secret, ce qui veut dire que personne ne peut découvrir le quartier général tant que Dumbledore ne révèle pas personnellement à la personne son emplacement. Autre avantage qui influe sur la décision d'établir le quartier général à cet endroit : le portrait magique de Nigellus permet à Dumbledore de communiquer avec les autres membres depuis son bureau à Poudlard, où son portrait jumeau est installé, et ce, sans risque d'être espionné par quiconque.
Le ministère de la Magie étant toujours convaincu de la culpabilité de Sirius Black, celui-ci est contraint de rester caché au 12, square Grimmaurd après son évasion d'Azkaban, ce qui le rend nerveux. À sa mort, la maison devient la propriété de son filleul, Harry.
Grimmauld Place ressemble phonétiquement à Grim Old Place, ce qui peut se traduire par « la vieille et sinistre demeure ».
Dans les films, le style du square Grimmaurd est inspiré des places georgiennes de Londres au début du XIXe siècle. Stuart Craig, le chef décorateur, a dessiné des pièces très étroites et très hautes de plafond pour renforcer la sensation d'enfermement et de claustrophobie que peut ressentir le personnage de Sirius Black. Il choisit ensuite une palette de couleurs dans des tons de noir et de bleu foncé. Le réalisateur David Yates contacte J. K. Rowling pour lui demander la généalogie de la famille Black, afin de faire figurer les noms sur la tapisserie visible dans le film Harry Potter et l'Ordre du Phénix. L'auteure lui faxe alors plusieurs pages comportant cinq générations de noms avec dates de naissance, de mariage et de décès, ainsi que les armoiries et la devise de la famille. La graphiste Miraphora Mina effectue des recherches sur les tapisseries médiévales : « Je recherchais des visages qui se prêtaient bien au monde des sorciers ». Stephenie McMillan récupère ensuite un grand tissu se rapprochant le plus d'une trame de tapisserie, sur lequel les visages et les noms de la famille sont peints.

### Impasse du Tisseur
L'impasse du Tisseur (Spinner's Enden anglais) compte parmi ses maisons le domicile de Severus Rogue. L'endroit est détaillé dans le second chapitre de Harry Potter et le Prince de sang-mêlé, lorsque Narcissa Malefoy (accompagnée de Bellatrix Lestrange) se rend au domicile de Rogue pour lui demander de protéger son fils Drago. La rue est située dans une ancienne zone industrielle, près d'une rivière. Le quartier est composé d'une infinité de maisons et de rues pavées parallèles presque toutes identiques, à l'image de Little Whinging. L'endroit semble délabré et très sombre :

« Elles s'enfonçaient plus profondément dans le labyrinthe désert des maisons de brique. Enfin, Narcissa se précipita dans une rue qui s'appelait l'impasse du Tisseur et au-dessus de laquelle la haute cheminée d'usine semblait planer comme un doigt géant dressé dans un geste de réprimande. »

— Harry Potter et le Prince de sang-mêlé.
Rogue réside dans la toute dernière maison de l'impasse, qui comporte au moins un étage. Le salon est minuscule et ressemble à une cellule capitonnée. Ses murs sont entièrement recouverts de reliures en cuir noir ou brun, accentuant la dominance sombre de la pièce. Celle-ci comprend également un canapé et un fauteuil usés, et une table branlante. Un escalier étroit est dissimulé derrière une porte secrète, camouflée dans la bibliothèque.
Lily et Pétunia Evans ont vécu dans la même ville. Rogue et Lily se sont connus enfants à cet endroit et sont devenus amis en se découvrant un don commun pour la magie.
Pour matérialiser l'impasse du Tisseur dans le 6e film Harry Potter, l'équipe de Stuart Craig visite les rangées de maisons ouvrières anglaises datant du XIXe siècle. « Quand on pense aux villes industrielles d'Angleterre, on songe aux usines de coton du Lancashire et à celles de laine dans le Yorkshire, les plaques tournantes de l'industrie textile du XIXe siècle » explique Craig. Le décor est reconstruit à Leavesden et Stephenie McMillan meuble l'espace en s'inspirant de la personnalité de Rogue : beaucoup de livres aux couvertures sombres pour respecter une sorte d'anonymat. Suivant l'avis de l'acteur Alan Rickman sur la maison de son personnage, McMillan retire toutes les photos de la pièce principale, lui donnant un aspect encore plus impersonnel et inexpressif.

### Maison des Lovegood
La maison des Lovegood est le domicile de Xenophilius Lovegood et de sa fille Luna. La maison, qui ressemble à une tour noire de jeu d'échecs selon Ron, est située à Loutry Ste Chaspoule, non loin du Terrier et de la maison des Diggory. Elle est située très en hauteur, sur une colline au pied de laquelle s'écoule un cours d'eau. La maison est décrite dans Harry Potter et les Reliques de la Mort, lorsque le trio souhaite en apprendre davantage au sujet du symbole des reliques.
Sur son portail sont cloués trois écriteaux : « Le Chicaneur - Directeur : X. Lovegood », « Allez cueillir votre gui ailleurs » et « Ne pas approcher des Prunes Dirigeables ». Le jardin est garni de vieux pommiers sauvages et de buissons couverts de fruits orange en forme de radis (les Prunes Dirigeables). La porte de la maison est épaisse et noire, incrustée de clous en fer, et comporte un heurtoir en forme d'aigle. La cuisine, décorée par Luna de fleurs, d'insectes et d'oiseaux peints, est circulaire et accessible dès l'entrée. Tous les meubles s'y trouvant sont de forme arrondie pour s'adapter aux murs. Un escalier de fer forgé en colimaçon se trouve au milieu de la pièce et mène à un salon-atelier, rempli de piles de livres et de papiers divers, comportant également un buste à l'effigie de Rowena Serdaigle et une presse à imprimer utilisée pour les exemplaires du Chicaneur.
Le plafond de la chambre de Luna, au deuxième étage, est décoré de très beaux portraits de ses amis : Harry, Ron, Hermione, Ginny et Neville. À côté du lit se trouve une grande photographie de Luna en compagnie de sa mère défunte.
Pour représenter la maison des Lovegood dans le 7e film, Stuart Craig a créé un cylindre incliné et fuselé pour évoquer la forme de la tour d'échecs décrite dans les livres. Les dessins peints sur les murs intérieurs sont inspirés de ceux créés par l'actrice Evanna Lynch (qui incarne Luna Lovegood), Stephenie McMillan trouvant les idées de l'actrice excellentes et particulièrement artistiques. Comme pour les romans, les meubles épousent les courbes des murs et l'ensemble est rendu éclectique, très coloré et douillet. La presse d'imprimerie utilisée, très imposante, est une réplique d'une presse américaine de 1889. Le paysage utilisé pour les plans extérieurs est  la lande de Grassington, dans le Yorkshire.

### Manoir des Malefoy
| |  |  |
| À gauche, la façade du manoir de Hardwick Hall, utilisée pour matérialiser le manoir des Malefoy dans le septième film. À droite, sa localisation fictive dans les romans (comté de Wiltshire). |  |  |

Le manoir des Malefoy (Malfoy Manor en anglais) est la résidence de la famille Malefoy, propriété de Lucius et Narcissa Malefoy, les parents de Drago. Il est situé dans le comté de Wiltshire dans le Sud de l'Angleterre, et est décrit pour la première fois dans Harry Potter et les Reliques de la Mort.
Pour s'y rendre, il faut emprunter un chemin bordé par des mûriers sauvages. La propriété est délimitée par une haute haie soigneusement taillée et à son entrée se dresse un immense portail de fer forgé. Un paon majestueux au plumage blanc déambule quelquefois dans le parc. Le manoir est situé tout au bout d'une longue allée gravillonnée bordée d'ifs, derrière lesquels peut être entendu le clapotis de quelques fontaines. C'est un manoir élégant où des éclats de lumière se reflètent à travers ses fenêtres à croisillons à la nuit tombée.
La décoration du hall d'entrée est décrite comme étant somptueuse, avec des portraits peints, au teint pâle, accrochés aux murs et un immense tapis recouvrant un sol en pierre. De lourdes portes de bois aux poignées de bronze séparent les pièces entre elles. Le grand salon comporte une longue table vernie et ouvragée ainsi que de nombreux meubles. Sa cheminée au manteau de marbre supporte un miroir au cadre doré. Dans le deuxième roman de la saga, Harry Potter et la chambre des secrets, on apprend que Lucius Malefoy possède une cachette dans ce manoir, où il entrepose des possessions illégales de poisons et objets de magie noire.
Lord Voldemort se sert du manoir comme base durant tout le dernier roman, Harry Potter et les reliques de la mort.
Luna Lovegood, Dean Thomas, le gobelin Gripsec et Ollivander y sont incarcérés après avoir été attrapés par un gang de rafleurs.
Pour matérialiser le manoir des Malefoy au cinéma, les décorateurs Stuart Craig et Stephenie McMillan choisissent Hardwick Hall, un manoir de style élisabéthain datant de 1590, réputé pour avoir « plus de vitres que de murs » et ayant un aspect assez « menaçant ». L'équipe choisit de refaire le toit en images de synthèse, reprenant les pointes gothiques de Poudlard. Selon Craig, le manoir reflète la personnalité de Lucius Malefoy : « sa demeure est à son image, imposante et sinistre ». Le salon où Voldemort réunit ses partisans au début de Harry Potter et les Reliques de la Mort est très haute de plafond et comporte un grand chandelier (celui-là même que l'elfe Dobby fera tomber sur Lestrange pour libérer Hermione). La cheminée est l'une des plus grandes construites pour la saga. Les menuisiers ont également construit une table de neuf mètres de longueur et trente chaises de style jacobéen.

### Chaumière aux Coquillages
La chaumière aux Coquillages (Shell Cottage en anglais) est une petite maison solitaire au bord de la mer, sur les côtes des Cornouailles à côté de la ville de Tinworth. C'est dans ce cottage que vivent Bill Weasley et Fleur Delacour.
Dans Harry Potter et les Reliques de la Mort, alors que Harry, Ron et Hermione s'évadent du manoir des Malefoy, Ron choisit cet endroit pour se réfugier avec l'aide de Dobby, avant que celui-ci ne meure poignardé par Bellatrix Lestrange. Harry enterre Dobby dans le jardin, séparé du bord de la falaise par un petit muret. Le trio, ainsi que Luna Lovegood, Dean Thomas, Gripsec et Mr Ollivander (après leur libération de chez les Malefoy), choisissent de demeurer à la chaumière durant plusieurs semaines. C'est un endroit paisible où l'on entend constamment le flux et reflux de la mer.

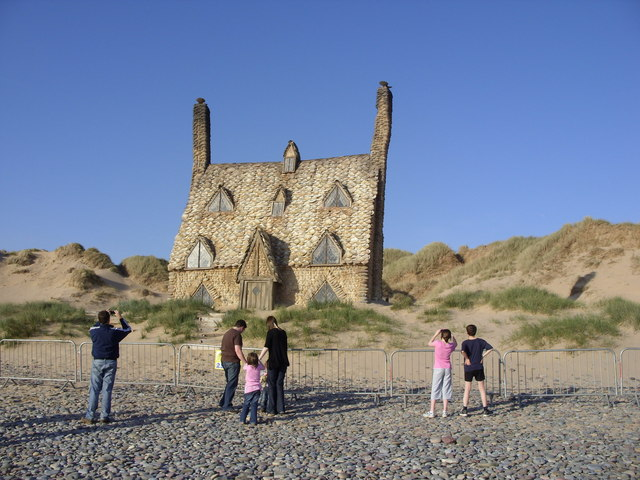
Plateau de tournage de la chaumière au Coquillages, sur la plage de Freshwater West (pays de Galles).

Des pierres blanches polies sont disposées autour des massifs de fleurs. Les murs de la maison sont incrustés de coquillages et blanchis à la chaux. Le cottage comprend notamment un vestibule, un joli salon aux couleurs claires avec cheminée, et une petite cuisine avec un évier installé sous une fenêtre donnant sur l'océan. La chaumière comprend au moins un étage donnant sur trois chambres, accessibles par un escalier aux marches raides. La chambre de Bill et de Fleur fait également face à la mer. Une seconde chambre est composée de deux lits jumeaux et donne sur le jardin au sommet de la falaise, et sur la tombe de Dobby. La troisième chambre, la plus petite (à peine plus grande qu'un placard), est utilisée par Luna et Hermione durant leur séjour. Elle est décorée de rideaux de coton rouge qui donnent à la pièce une tonalité assez sombre. C'est dans cette petite chambre tamisée que le trio, en compagnie du gobelin Gripsec, met au point durant plusieurs jours le plan qui leur permettra de récupérer l'un des horcruxes dans la chambre forte de Bellatrix Lestrange à Gringotts.
Remus Lupin fait une visite surprise à la chaumière pour vérifier que tout le monde va bien et pour annoncer la naissance de son fils Teddy. Il en profite pour demander à Harry de devenir le parrain de l'enfant.
Pour le film Harry Potter et les Reliques de la Mort, le chef décorateur Stuart Craig décide d'employer les coquillages comme matériau principal de construction de la maison. Les murs sont fabriqués en coquilles d'huître, le toit en coquilles Saint-Jacques et les faîtières en couteaux de mer. « Ça reste un bâtiment fantaisiste, mais la structure est plausible » assure Craig. La plage de Freshwater West (Comté de Pembroke au pays de Galles) et ses dunes de sable sont choisies pour établir le décor de la chaumière. Celle-ci est préfabriquée aux studios Leavesden, puis montée sur la plage de Freshwater West, où l'équipe est contrainte de renforcer sa structure avec un échafaudage en acier maintenu par plusieurs tonnes de bonbonnes d'eau, pour faire face aux bourrasques qui menacent la stabilité du bâtiment.

## Villages

### Pré-au-Lard

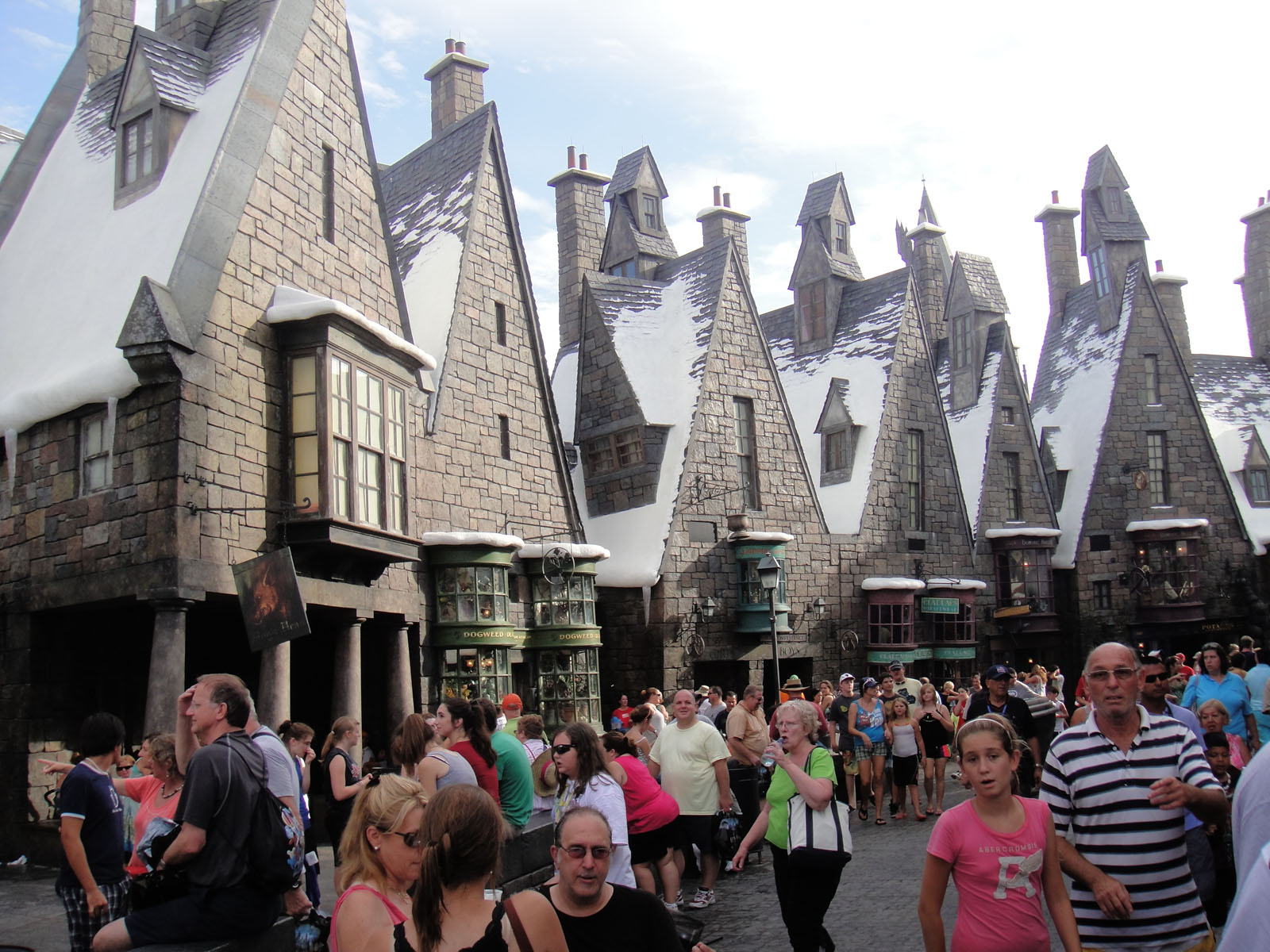
Pré-au-Lard construit à Universal's Islands of Adventure (Orlando).

Le petit village écossais de Pré-au-Lard (Hogsmeade en version originale) est situé non loin de l’école de sorcellerie Poudlard et de son lac, et composé de petites chaumières et de magasins. Les élèves de Poudlard peuvent, depuis 1714[réf. à confirmer], le visiter durant certains week-ends, sous réserve d'un accord signé d'un parent et d'être au minimum en troisième année d'études. Il est donc décrit à partir de l'intrigue du troisième roman, Harry Potter et le Prisonnier d'Azkaban, lorsque Harry Potter, Ron Weasley et Hermione Granger ont la possibilité de s'y rendre.
Les enseignes les plus mentionnées dans l'œuvre sont la confiserie Honeydukes, les pubs Les Trois Balais et La Tête de Sanglier, ou encore le magasin de farces et attrapes Zonko. Il y a également une maison abandonnée surnommée la « cabane hurlante », située un peu à l'écart du village et qui a la réputation, selon Hermione, d'être la maison la plus hantée de Grande-Bretagne.
Le village aurait été fondé à la même époque que Poudlard, par un sorcier du nom de Hengist de Woodcroft, qui fuyait les persécutions moldues. C’est le seul village de Grande-Bretagne peuplé uniquement par des sorciers.

### Little Hangleton
Little Hangleton est un village moldu situé entre deux collines, à environ dix kilomètres du village voisin de Great Hangleton. Le village est connu pour être le lieu de naissance et de résidence des parents de Voldemort. Il est évoqué dès le quatrième roman, mais n'est davantage décrit qu'à partir du sixième, lorsque Harry Potter, accompagné d'Albus Dumbledore, explore le souvenir d'un employé du Département de la justice magique qui a rendu visite au grand-père maternel de Voldemort, Elvis Marvolo Gaunt.

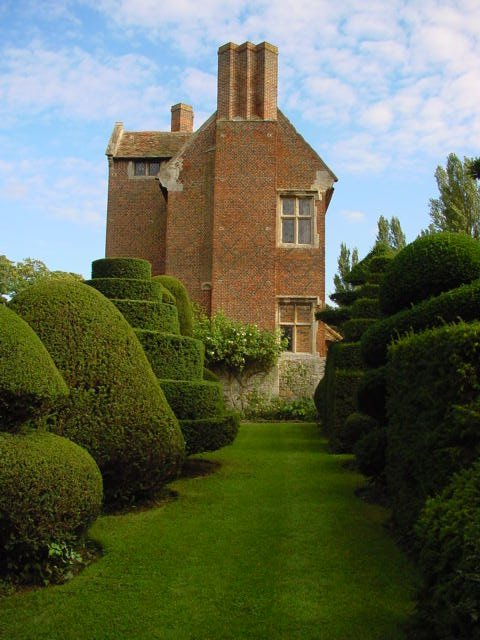
Face nord-ouest du manoir de, dans le Comté d'Oxford, utilisé pour les plans extérieurs de la maison des Jedusor dans le quatrième film.

Le village comporte un pub appelé le Pendu, une église et un cimetière. Sur l'une des deux collines avoisinantes se trouve un élégant manoir (où habitait jadis le futur père de Voldemort), entouré d'un jardin à l'anglaise, que les habitants du village appellent la maison des « Jeux du sort ».
La maison des Gaunt, où vivaient Elvis Marvolo, son fils Morfin et sa fille Merope (future mère de Voldemort), se situe dans un enchevêtrement de végétation, un peu à l'écart du village. Sa charpente est visible par endroits et les fenêtres sont crasseuses. Sur sa porte d'entrée est cloué un serpent mort.
Dans Harry Potter et la Coupe de feu, on apprend que les résidents du beau manoir (Tom Jedusor Senior ainsi que ses parents) y ont été retrouvés morts cinquante ans plus tôt. Le jardinier moldu de la propriété fut alors soupçonné et interrogé par la police dans le village voisin de Great Hangleton, mais il s'avère que Voldemort lui-même était le meurtrier de sa propre famille moldue. Les Jedusor ont été enterrés dans le petit cimetière de Little Hangleton, celui-là même où Voldemot reprend sa forme humaine dans l'intrigue de ce quatrième roman. Harry en est le témoin direct, solidement attaché à la tombe de marbre de Tom Jedusor Senior. Voldemort et Harry combattent alors dans le cimetière, jusqu'à ce que Harry atteigne le portoloin qui le ramène à Poudlard.
Le manoir de Beckley Park (en), dans le Comté d'Oxford, est utilisé dans le film Harry Potter et la Coupe de feu pour les plans extérieurs du manoir des Jedusor, lorsque le vieux jardinier moldu inspecte les lieux après avoir aperçu de la lumière par l'une de ses fenêtres. Pour réaliser le cimetière de Little Hangleton visible à la fin du même film, Stuart Craig dit s'être inspiré du cimetière londonien de Highgate créé en 1839, où la ville a laissé la nature envahir le lieu. Le décor est ensuite construit aux studios de Leavesden, avec un ajout de brouillard artificiel. Certaines pierres tombales portent le nom des animaux de compagnie de l'équipe technique. La maison des Gaunt, quant à elle, n'apparaît pas dans les films.

### Budly Babberton
Budly Babberton (Budleigh Babberton en version originale) est un village anglais, apparaissant dans Harry Potter et le Prince de sang-mêlé, où le professeur Slughorn se réfugie une semaine pour ne pas être repéré par les mangemorts, alors que les propriétaires de la maison qu'il occupe sont en vacances aux Canaries.
Dumbledore vient l'y chercher pour le convaincre de reprendre son poste de professeur à Poudlard. Il est accompagné de Harry Potter.
C'est un village moldu comprenant un monument aux morts et une église en son centre. La maison occupée par Slughorn est une jolie petite maison en pierre, entourée par un jardin très bien entretenu. L'intérieur, à l'image de Slughorn, comprend notamment une pendule de grand-mère, un piano, une collection de cadres en argent, des fauteuils moelleux aux coussins épais, des livres et des boîtes de chocolats. Le professeur Slughorn, métamorphosé en fauteuil, est démasqué par Dumbledore, tandis que l'ensemble des bibelots qui ornent la maison sont renversés pour faire croire à une attaque des lieux.
L'homonyme le plus proche de Budleigh Babberton dans la réalité est probablement « Budleigh Salterton », ville côtière au sud-ouest d'Exeter où l'auteure a fait des études. Il se trouve également près de Chudleigh et d'Ottery St. Mary, deux villes dont Rowling a également déformé les noms pour créer « Chudley » et « Loutry Ste Chaspoule ».
Pour les scènes de Budly Babberton dans le film Harry Potter et le Prince de sang-mêlé, Stuart Craig choisit le village de Lacock (Comté de Wiltshire), très pittoresque et ancien et comprenant de nombreuses maisons du XVIIIe siècle.

### Godric's Hollow
|                                                           |  |  |
| Le cottage de James et Lily Potter aux studios Leavesden. |  |  |

Le village de Godric's Hollow, célèbre pour avoir été le lieu où Harry Potter a survécu au sortilège de la mort lorsqu'il était bébé, n'est pas localisé avec précision dans l'histoire mais se situe quelque part dans le West Country, dans une région exposée aux vents.
Godric Gryffondor, l'un des quatre fondateurs de Poudlard, y est né. À la signature du « Code du Secret de la Confédération Internationale » en 1689, le petit village fut nommé en son honneur. Godric's Hollow a également été habité par de célèbres familles et sorciers dont il est dit que les fantômes rôdent quelquefois autour de l'église.
C'est l'endroit où se sont cachés les Potter en 1981 pour échapper à Voldemort. Ils habitaient dans un petit cottage soumis au sortilège de Fidelitas, qui fut en partie détruit quand Voldemort les retrouva le 31 octobre 1981 et les attaqua.
Seize ans après la mort de James et Lily Potter, Harry et Hermione se rendent au village au moment de la veille de Noël dans Harry Potter et les Reliques de la Mort, persuadés d'y trouver l'épée de Gryffondor capable de détruire les Horcruxes.

« Ils se tenaient par la main dans une allée couverte de neige […]. Des maisonnettes bordaient de chaque côté le chemin étroit, des décorations de Noël étincelaient à leurs fenêtres. Un peu plus loin, des réverbères aux lueurs dorées indiquaient le centre du village. »

Une petite place se trouve au cœur du village et comporte un monument aux morts, sous un arbre penché au fil du temps par la force du vent. Lorsque Harry et Hermione passent devant le monument, celui-ci se transforme en statue représentant James, Lily et Harry bébé. La place est entourée par une petite église, un pub animé, quelques boutiques ainsi qu'une poste. Lorsque le duo se rend sur place, les vitraux de l'église brillent comme des joyaux aux teintes rouges, vertes et dorées et un chant de Noël est entendu à l'intérieur.
La maison des Potter a été laissée en l'état depuis l'attaque de Voldemort en 1981 et s'est peu à peu recouverte de lierre. La plus grande partie du cottage est restée debout mais l'aile droite du dernier étage est détruite. Une plaque commémorative, sur laquelle des anonymes ont gravé des messages de soutien à Harry Potter dans sa lutte contre Voldemort, apparait sur le seuil de la maison dès qu'une personne pose le pied dessus.
Autres personnages ayant vécu au village :
- Au milieu du XIVe siècle : Bowman Wright[135], forgeron-ensorceleur de métaux, fabriquant du premier Vif d'or.
- La famille Dumbledore[132] (après l'emprisonnement à Azkaban de Perceval Dumbledore)
- Les Peverell[142] (l'une des plus vieilles familles de Sang-Pur, dont le nom a été dans les premiers à s'éteindre). Les Peverell ont reçu la Pierre de Résurrection, ainsi que les deux autres reliques de la mort : la Baguette de Sureau et la Cape d'invisibilité. Ignotus Peverell est l'ancêtre de Harry Potter[143], à qui la cape a été transmise au fil des générations.
- Bathilda Tourdesac[135], auteur de Histoire de la Magie et tante de Gellert Grindelwald. Elle habite à Godric's Hollow jusqu'à sa mort en 1997[144].

Sur la pierre tombale de ses parents, Harry lit la citation « Le dernier ennemi qui sera détruit, c'est la mort », tandis que sur une autre pierre tombale (celle de la mère et de la sœur de Dumbledore) est inscrit « Là où est ton trésor sera aussi ton cœur ». Ces deux citations sont empruntées directement à Saint Matthieu et aux Corinthiens. Comme Hermione l'explique à Harry peu de temps après qu'ils ont remarqué les tombes, le message de ses parents signifie « vivre au-delà de la mort. Vivre après la mort » : l'un des fondements centraux de la théologie de la résurrection. « Ce sont des livres très britanniques » précise J. K. Rowling. « Harry trouve donc des citations bibliques sur les pierres tombales mais je pense que ces deux citations particulières qu'il trouve à Godric's Hollow résument pratiquement toute la série ». L'auteure, qui se dit elle-même plutôt croyante, ajoute : « Pour moi, les parallèles religieux ont toujours été évidents dans l'histoire, mais je n'ai jamais voulu en parler trop ouvertement parce que je craignais que cela laisse entendre que l'histoire se tournerait uniquement dans cette direction ».
Pour matérialiser le village de Godric's Hollow dans le film Harry Potter et les Reliques de la Mort, le chef décorateur Stuart Craig reprend les éléments de la maison des Potter aperçus brièvement dans le premier film, ainsi que les descriptions présentes dans les livres : « Je voulais quelque chose de typiquement anglais, par opposition au style gothique et au granit de Poudlard et de Pré-au-Lard. Godric's Hollow représente parfaitement la partie sud de l'Écosse avec ses maisons à colombage de la période Tudor ». Craig et la régisseuse Sue Quinn envisagent d'établir le décor dans le village de Lavenham, dans le Suffolk, comptant un grand nombre de maisons à colombage du XVe siècle. Finalement, l'église et le cimetière de Godric's Hollow sont construits autour d'un magnifique cèdre présent dans un ancien jardin jouxtant les studios de Pinewood, et le reste du village est construit sur le parking présent, avant d'être recouvert de neige. Le plateau est ensuite agrandi numériquement avec des vues de Lavenham.

## Autres lieux mentionnés

### Prisons

#### Azkaban
Azkaban est la plus célèbre prison de sorciers. C'est un bâtiment sinistre situé sur une île au milieu de la mer du Nord. Il est aperçu brièvement, de forme triangulaire, dans les adaptations cinématographiques. Dans le roman final, la prison tombe sous le commandement de Voldemort.

« La forteresse est située sur un minuscule îlot au large des côtes, mais il n'y a même pas besoin de mur ou d'eau pour garder les prisonniers. Ils sont enfermés dans leur propre tête, incapables d'avoir la moindre pensée agréable. La plupart d'entre eux deviennent fous en quelques semaines. »

— Remus Lupin.
Ses gardiens sont les détraqueurs, des créatures maléfiques vêtues d'un grand manteau noir tout déchiré. Ces détraqueurs, travaillant sous les ordres du ministère de la Magie, se nourrissent du bonheur des créatures qui les entourent. Ils peuvent aussi aspirer l'âme des sorciers. Le seul sort agissant contre eux est le sortilège du Patronus.

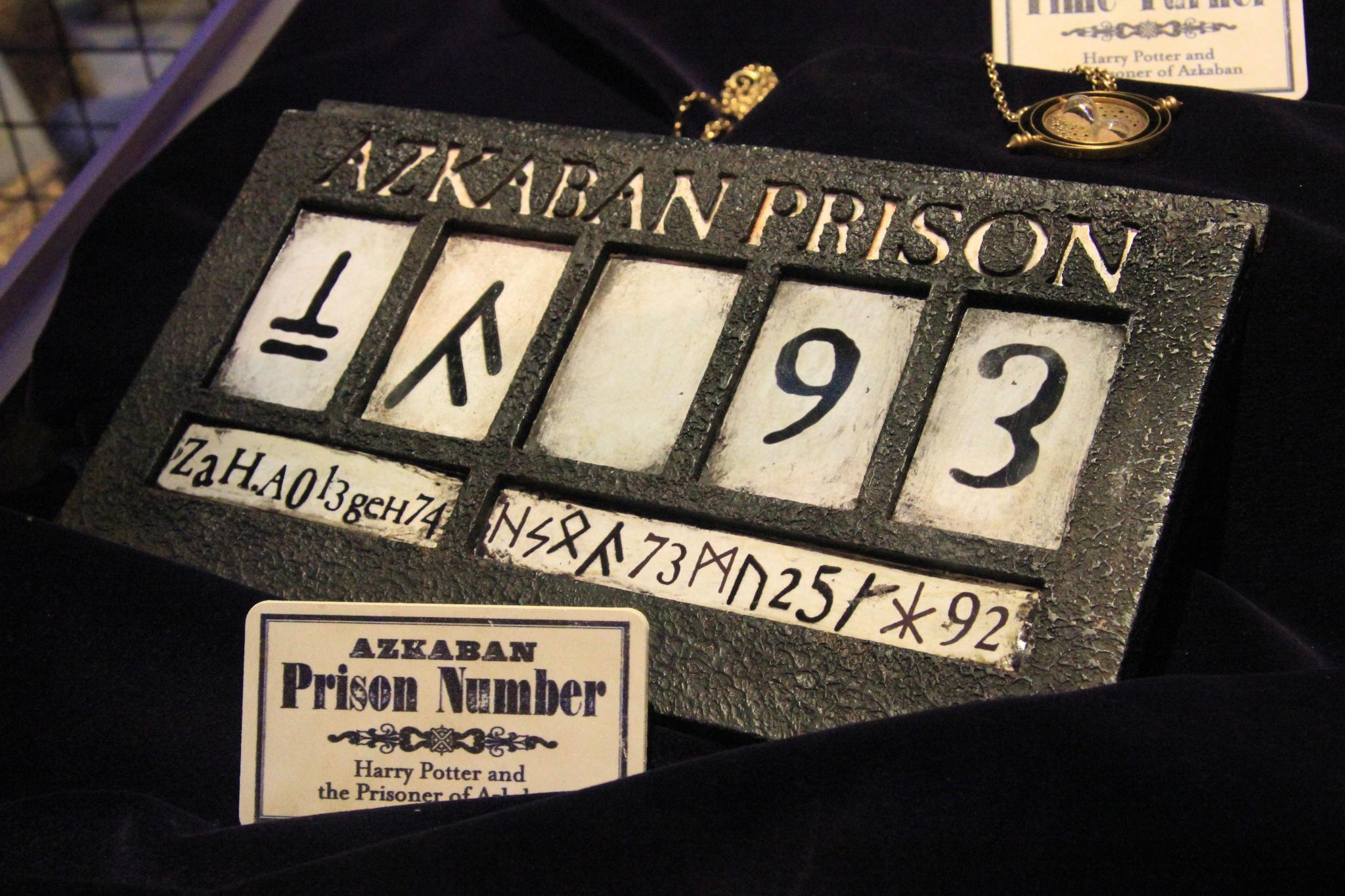
Matricule de détenu (studios Harry Potter).

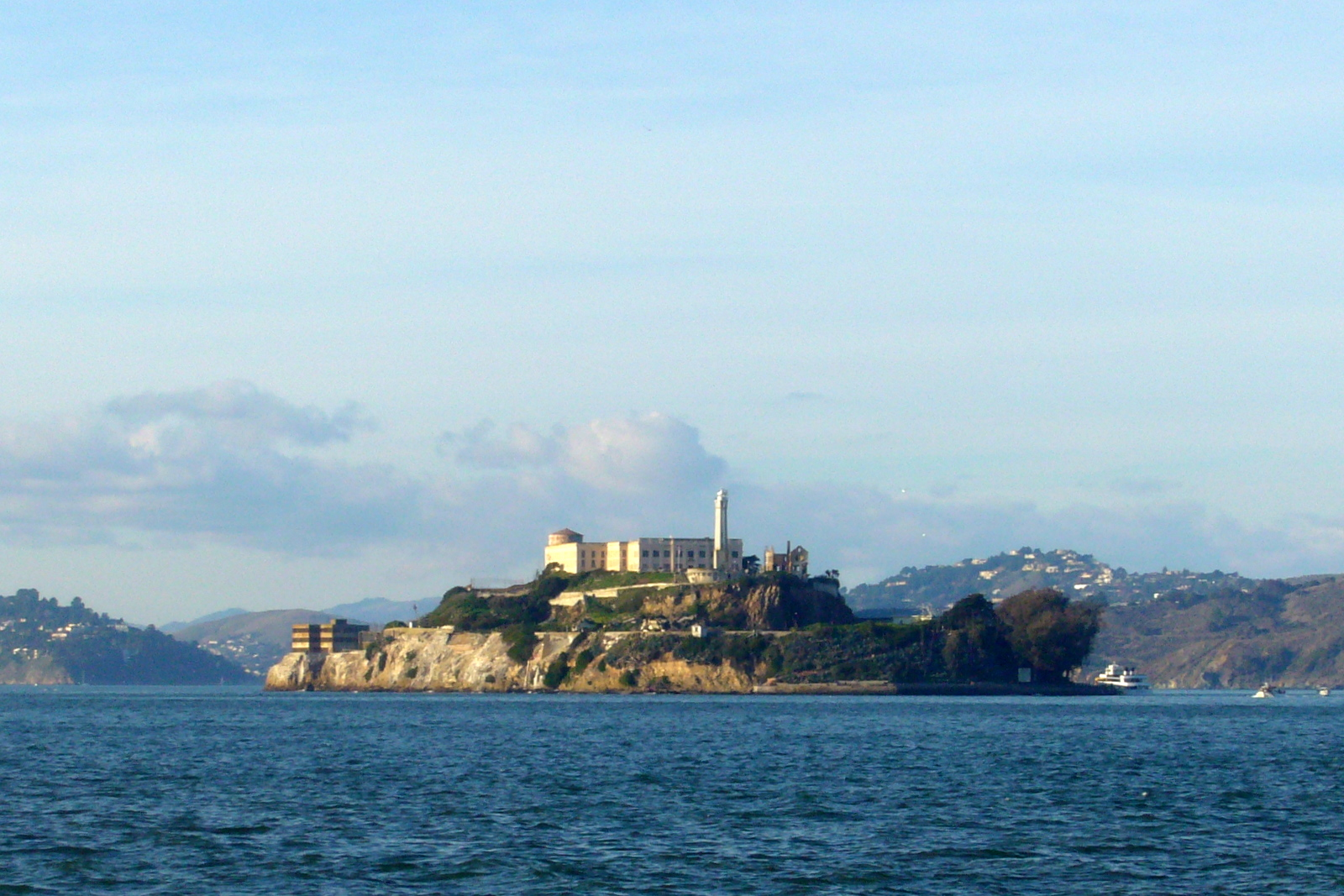
Île d'Alcatraz, inspiration de J. K. Rowling pour Azkaban.

Le bâtiment est construit au XVe siècle et soumis dès sa construction à de puissants sortilèges qui rendent sa représentation sur une carte impossible. Le premier résident de la forteresse est un mage noir du nom d'Ekrizdis, qui l'utilise alors comme demeure. Après sa mort, Azkaban est laissée à l'abandon pendant de nombreuses années et des détraqueurs envahissent les lieux.
Ce n'est qu'en 1718 que le ministre de la magie de l'époque trouve à cette forteresse une nouvelle utilité : une prison de sorciers, gardée par les Détraqueurs, épargnant ainsi quelques soucis aux fonctionnaires du ministère et faisant économiser du temps et de l'argent. Vers les années 1730, un cimetière est construit derrière le bâtiment en vue d'accueillir les nombreux prisonniers morts de désespoir.
En 1983, la première évasion historique de la prison d'Azkaban survient : Barty Croupton Jr., un jeune mangemort, reçoit la visite de sa mère, qui échange sa place contre la sienne, avec la complicité de Bartemius Croupton père, sans que le ministère ne se doute de rien. Les Détraqueurs, dénués de sentiments et d'émotions, ne détectent pas non plus le subterfuge. Dix ans plus tard, une seconde évasion a lieu, celle de Sirius Black, qui utilise ses pouvoirs d'Animagus pour se transformer en chien et se glisser entre les barreaux de sa cellule lorsque les Détraqueurs lui apportent sa nourriture. Depuis, deux évasions massives de mangemorts se sont également succédé.
En 1998, Kingsley Shacklebolt, élu au poste de ministre de la Magie, décide de débarrasser Azkaban des Détraqueurs. Depuis, la forteresse continue d'être utilisée en tant que prison, mais les gardes sont désormais des Aurors qui effectuent des rondes à partir de la terre ferme. Ils semblent plus efficaces que les Détraqueurs.
La prison d'Azkaban est mentionnée dès l'écriture du premier roman, Harry Potter à l'école des sorciers.
Selon l'auteur, Azkaban s'inspire de la prison d'Alcatraz, son équivalent moldu le plus proche, également située sur une île. Le nom s'inspire également du mot hébreu « Abaddon », signifiant « lieu de destruction » ou « profondeurs de l'enfer ». Elle ajoute que l'utilisation des Détraqueurs pour garder les prisonniers était un symbole de la corruption du ministère de la Magie.

#### Nurmengard
Nurmengard est une autre prison pour sorciers, en Europe continentale.
Grindelwald, arrivé au pouvoir en partie grâce à Dumbledore, l'avait fait construire afin d'y enfermer ses opposants. Elle porte pour slogan « Pour le plus grand bien », inscrit au-dessus de sa porte d’entrée.
Grindelwald y est enfermé lui-même en 1945, après avoir été vaincu en duel par Dumbledore. Il y meurt cinq décennies plus tard (en 1998) assassiné par Voldemort après avoir refusé de lui révéler où se trouvait la Baguette de Sureau.
Pour le nom « Nurmengard », il est possible que J. K. Rowling se soit inspirée de Nuremberg, ville allemande où se déroulaient les rassemblements nazis sous le Troisième Reich et où s'est déroulé le procès des grands chefs nazis entre le 20 novembre 1945 et le 1er octobre 1946. Parallèlement, Nurmengard constitue dans un premier temps le symbole de la puissance de Grindelwald, puis celui de sa chute en 1945, après sa défaite contre Dumbledore.

### Autres écoles de magie
Dans le monde fictif de J. K. Rowling, onze écoles de magie sont répertoriées par la « Confédération internationale des sorciers ». Les principales mentionnées sont Beauxbâtons (Europe occidentale), Durmstrang (Europe de l'Est) et Poudlard (Europe du Nord).
Ces trois écoles européennes s'affrontent régulièrement lors du « Tournoi des Trois Sorciers ». Ce tournoi est composé de trois tâches, dangereuses et potentiellement mortelles, que trois sorciers, représentant chacun une école de sorcellerie, doivent surmonter. Malgré les tensions que cette compétition peut engendrer, les relations entre les élèves des trois écoles restent tout à fait cordiales.
Les écoles de Beauxbâtons et de Durmstrang sont mentionnées pour la première fois dans Harry Potter et la Coupe de feu, alors que les trois écoles doivent s'affronter lors d'une édition du tournoi des Trois Sorciers.

#### Beauxbâtons

Interprétation des armoiries de Beauxbâtons

L'Académie de Magie de Beauxbâtons (Beauxbatons Academy of Magic en anglais), dirigée par Olympe Maxime, est située dans les Pyrénées françaises et accueille principalement des étudiants français, espagnols, portugais, néerlandais, luxembourgeois et belges. La fondation de l'école remonte à sept cents ans au moins (date des premières éditions du Tournoi des Trois Sorciers). L'auteur se plaît à préciser que des personnages tels que Nicolas Flamel et sa future épouse Pernelle y auraient suivi leurs études.
L'école possède des armoiries brièvement décrites : « deux baguettes d'or croisées qui lançaient chacune trois étoiles ». Dans leur interprétation la plus simple, on pourrait donc les blasonner ainsi : « D'azur aux deux baguettes d'or posées en sautoir lançant chacune trois étoiles d'argent ».
Beauxbâtons apparaît comme une école de grand luxe en comparaison de Poudlard : c'est un beau château entouré de jardins et de pelouses créés par magie et se détachant du paysage montagneux environnant. La nourriture y est fine et légère (Fleur Delacour se plaint de trop manger à Poudlard). Des sculptures sur glace qui ne fondent jamais sont disposées tout autour de la grande salle à manger lors des fêtes de fin d'année, et des nymphes y chantent pendant le réveillon. Son climat montagnard/méditerranéen en fait un endroit agréable où il fait bon vivre, ce qui explique pourquoi l'école britannique semble plutôt froide et humide aux élèves de Beauxbâtons.

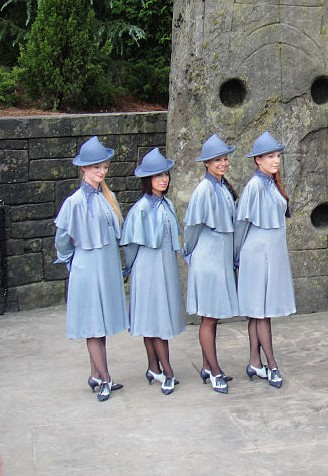
Costumes de l'Académie de Beauxbâtons, visibles dans le film Harry Potter et la Coupe de feu.

Dans La Coupe de feu, une délégation de Beauxbâtons se rend le 30 octobre à Poudlard, où est organisée une nouvelle édition du tournoi des Trois Sorciers. Le cortège, mené par la directrice de l'école, arrive dans un immense carrosse bleu pastel tiré par douze gigantesques chevaux ailés (ou Abraxans) à la robe palomino. Les élèves portent un uniforme de soie fine bleu pâle et montrent un grand respect envers leurs professeurs.
Parmi les élèves garçons et filles de Beauxbâtons venus à l'occasion du tournoi, Fleur Delacour est finalement sélectionnée pour représenter son école lors des épreuves. Au cours de l'histoire du tournoi, l'école de Beauxbâtons a totalisé soixante-deux victoires (soit une de moins que Poudlard).
Dans Harry Potter et le Prince de sang-mêlé, on apprend que l'équivalent des examens de BUSE que passent les élèves de Poudlard en fin de cinquième année se déroulent seulement en fin de sixième année à Beauxbâtons.
L'école n'est pas visible dans les films. Dans l'adaptation de Harry Potter et la Coupe de feu, réalisée par Mike Newell, une délégation de Beauxbâtons se rend néanmoins à Poudlard où ont lieu les événements du tournoi des Trois Sorciers. Alors que l'Académie est décrite comme étant mixte dans le quatrième roman, la délégation de Beauxbâtons représentée dans le film semble uniquement composée de jeunes filles.

#### Durmstrang

Reconstitution des armoiries de Durmstrang, d'après le film Harry Potter et la Coupe de feu.

L’Institut Durmstrang (Durmstrang Institute for Magical Learning en anglais) est dirigé par Igor Karkaroff. Sa fondation n'est pas datée dans l'histoire. Dans Harry Potter et les Reliques de la mort, Viktor Krum affirme que le signe du mage noir Grindelwald (symbolisant les reliques de la Mort) a été dessiné sur l'un des murs de l'école par ce sorcier renégat en personne, alors qu'il y suivait ses études. Son emplacement exact est tenu secret. Les uniformes comportent des capes de fourrure épaisse et des robes de couleur rouge sang.
Les étudiants nés de parents moldus n'y sont pas admis et cette école possède la réputation d'enseigner la magie noire. Selon la description de Viktor Krum faite à Hermione lors du Bal de Noël, le château s'étend sur quatre étages et on n'y allume des feux dans les cheminées que pour faire usage de la magie. Il ajoute que le domaine est très vaste et compte des lacs ainsi que des montagnes.
La délégation invitée pour le tournoi des Trois Sorciers dans Harry Potter et la Coupe de feu arrive à bord d'un voilier ayant des airs de vaisseau fantôme, lequel émerge soudainement du lac de Poudlard. Au sein de la délégation se trouve le bulgare Viktor Krum, célèbre attrapeur de l'équipe de quidditch de son pays d'origine, qui ne tarde pas à être désigné champion de l'école.
Drago Malefoy prétend que son père a souhaité le faire étudier à l'Institut Durmstrang mais que sa mère s'y est opposée en raison de la mauvaise réputation de l'établissement et de son éloignement géographique.
Il est probable que le nom de l'école soit une déformation de Sturm und Drang, nom d'un mouvement littéraire allemand[réf. à confirmer].
À l'image de Beauxbâtons, l'école de Durmstrang n'est pas non plus visible dans les films. Dans l'adaptation du quatrième volet, une délégation se rend à Poudlard où ont lieu les événements du tournoi des Trois Sorciers. Les armoiries de l'école, qui ne sont pas décrites dans les livres, figurent sur le pull-over de l'acteur Stanislav Ianevski, qui interprète Victor Krum, lors de l'épreuve du labyrinthe, et comportent notamment en termes d'héraldique une aigle bicéphale et des rencontres massacres.

## Lieux deHarry Potter et l'Enfant maudit
La pièce de théâtre Harry Potter et l'Enfant maudit, mise en scène à partir de 2016, se déroule une vingtaine d'années après le dernier roman Harry Potter et dans des lieux déjà mentionnés dans la série, tels que Poudlard ou le ministère de la Magie britannique. Néanmoins, des nouveaux lieux tels que la résidence St Oswald, ou la maison de Harry et Ginny Potter, sont montés en décors sur scène, voire brièvement décrits dans le script de la pièce.

### Résidence St Oswald pour sorciers âgés
La résidence St Oswald est une maison de retraite pour sorciers située près d'un viaduc, au bord de l'eau. C'est un endroit plaisant à vivre, où les déambulateurs des résidents fonctionnent par magie et où les infirmiers s'amusent à danser. Albus Potter et Scorpius Malefoy s'y rendent pour rencontrer Amos Diggory, et sont à la fois amusés et inquiets en entrant dans le bâtiment.